# Clystea sarcosoma
Clystea sarcosoma là một loài bướm đêm thuộc phân họ Arctiinae, họ Erebidae.